# Teodorico III di Kleve
Teodorico III in lingua tedesca Dietrich III./V. (Kleve) (1160 circa – 1198 circa) fu conte di Kleve dal 1172 fino alla sua morte.

## Origine
Secondo il documento n° 404 del Urkundenbuch für die Geschichte des Niederrheins, Volume 1, Teodorico era il figlio del conte di Kleve, Teodorico II e della moglie (come ci viene confermato dal documento n° 404 del Urkundenbuch für die Geschichte des Niederrheins, Volume 1, datato 1162, in cui Teodorico viene citato con la moglie, Adelaide (Theodericus comes in Cleue et Aleidis uxor mea)), Adelaide di Sulzbach (matre nostra comitissa Aleide), che era figlia del conte, Gerardo III di Sulzbach, come ci viene confermato dal documento n° 515 del Urkundenbuch für die Geschichte des Niederrheins, Volume 1, datato 1188 (defunctis patris eius comitis Geuehardi) e di Matilde di Baviera (vedova di Teopoldo di Vohburg), figlia del duca di Baviera, Enrico IX di Baviera, come ci conferma la Historia Welforum Weingartensis. 

Secondo il documento n° CCCXXX del Regesta Historiae Westfaliae, Teodorico II di Kleve era figlio del conte di Kleve, Arnoldo I, e della moglie, Ida di Lovanio (Theodericus Dei munere comes in Clivis, Arnoldi comitis et Ide comitisse filius), che era figlia del Langravio del Brabante, conte di Lovanio e Bruxelles, Margravio di Anversa e anche Duca della Bassa Lorena (Lotaringia), Goffredo il Barbuto e della sua prima moglie, Ida di Chiny, come conferma la Chronica Albrici Monachi Trium Fontium.

## Biografia
Di Teodorico si hanno poche notizie, comunque è documentato come conte di Kleve, tra il 1188 e il 1191.
Suo padre, Teodorico II, morì nell'aprile del 1172; gli Annales Egmundani ne riportano la morte (Eodem anno obiit Theodericus comes de Cleve), definendolo molto amabile (venustissimus).

Teodorico, pur essendo ancora molto giovane, gli succedette come Teodorico III; il documento n° 510 del Urkundenbuch für die Geschichte des Niederrheins, Volume 1, datato 1188 (Theodericus divina misericordia comes de Cliuo), lo conferma.
Un secondo documento ci conferma che Teodorico fu conte di Kleve è il documento n° 533 del Urkundenbuch für die Geschichte des Niederrheins, Volume 1, datato 1191, inerente a una donazione di Teodorico assieme al fratello, Arnoldo (Theodericus comes Cliuensis et frater suus comes Arnoldus).
Non si conosce l'anno esatto della morte di Teodorico III; secondo una fonte incerta, Teodorico III fu tra i fondatori dell'Ordine Teutonico ad Acri; presumibilmente è morto in Terra santa, verso il 1198.

Gli succedette il figlio, Teodorico, come Teodorico IV, sotto la tutela e reggenza del fratello, Arnoldo, che già dal 1191 (frater suus comes Arnoldus), lo affiancava nel governo della contea.

## Matrimonio e discendenza
Nel 1182, Teodorico III, secondo gli Annales Egmundani, a Lisse, aveva sposato Margherita d'Olanda, figlia del conte d'Olanda, Fiorenzo III e della moglie, Ada di Scozia, che era figlia del potente re di Scozia, Enrico (Adam filiam Henrici prepotentis regis Scottorum), come ci conferma il capitolo nº 57a della Chronologia Johannes de Beke e sorella del re di Scozia, Malcolm (sororem Regis Scottorum nomine Ada), come ci confermano gli Annales Egmundani. 

Teodorico III dalla moglie, Margherita, ebbe un figlio:
- Teodorico († 1260), conte di Kleve, come da documento n° 265 del Urkundenbuch für die Geschichte des Niederrheins, Volume 2[15].